# HEXIM2
HEXIM2 (англ. Hexamethylene bisacetamide inducible 2) – білок, який кодується однойменним геном, розташованим у людей на короткому плечі 17-ї хромосоми. Довжина поліпептидного ланцюга білка становить 286 амінокислот, а молекулярна маса — 32 419.
| 10         |  | 20         |  | 30         |  | 40         |  | 50         |
| ---------- |  | ---------- |  | ---------- |  | ---------- |  | ---------- |
| MMATPNQTAC |  | NAESPVALEE |  | AKTSGAPGSP |  | QTPPERHDSG |  | GSLPLTPRME |
| SHSEDEDLAG |  | AVGGLGWNSR |  | SPRTQSPGGC |  | SAEAVLARKK |  | HRRRPSKRKR |
| HWRPYLELSW |  | AEKQQRDERQ |  | SQRASRVREE |  | MFAKGQPVAP |  | YNTTQFLMND |
| RDPEEPNLDV |  | PHGISHPGSS |  | GESEAGDSDG |  | RGRAHGEFQR |  | KDFSETYERF |
| HTESLQGRSK |  | QELVRDYLEL |  | EKRLSQAEEE |  | TRRLQQLQAC |  | TGQQSCRQVE |
| ELAAEVQRLR |  | TENQRLRQEN |  | QMWNREGCRC |  | DEEPGT     |  |            |

A: Аланін

C: Цистеїн

D: Аспарагінова кислота

E: Глутамінова кислота

F: Фенілаланін

G: Гліцин

H: Гістидин

I: Ізолейцин

K: Лізин

L: Лейцин

M: Метіонін

N: Аспарагін

P: Пролін

Q: Глутамін

R: Аргінін

S: Серин

T: Треонін

V: Валін

W: Триптофан

Кодований геном білок за функціями належить до репресорів, фосфопротеїнів. 
Задіяний у таких біологічних процесах, як транскрипція, регуляція транскрипції. 
Локалізований у ядрі.